# Gennadij Kuprijanov
Gennadij Nikolajevitj Kuprijanov, ryska: Генна́дий Никола́евич Куприя́нов, född 21 november 1905 i Rylo utanför Soligalitj i Kostroma oblast, död 28 februari 1979 i Leningrad, var en sovjetisk militär och politiker. Han var partisekreterare för Karelska ASSR 1938–1940 och för Karelsk-finska SSR 1940–1950.

## Biografi

### Karriär
Kuprijanov arbetade i ungdomen som snickare och blev medlem av Komsomol 1920. 1926 gick han med i bolsjevikpartiet och arbetade som lärare i Soligalitj. I början av 1930-talet var han med om att organisera kollektivjordbruk och studerade 1932–1935 vid partiskolan i Leningrad, där han stiftade bekantskap med kommunister som Sergej Kirov och Anatolij Lunatjarskij. Efter examen återvände Kuprijanov till läraryrket och partiarbete i Soligalitj. Åren 1935–1938 var Kuprijanov ledare för Dzerzjinskij-regionens partikommitté och förste sekreterare för Kujbysjev-regionens partikommitté. 1938–1940 var Kuprijanov förste partisekreterare för regionkommittén i Karelska ASSR. Efter vinterkriget ombildades republiken till Karelsk-finska SSR, och Kuprijanov var dess förste partisekreterare 1940–1950.

### Partiledare i Karelen
Innan Kuprijanov tillträdde som partisekreterare i Karelska ASSR hade hans företrädare Nikolaj Ivanov i början av 1938 utövat intensiv terror mot i synnerhet den finländska befolkningen. Republiken tog skada ekonomiskt av terrorn när administrationen kollapsade till följd av arresteringarna. I juni 1938 avskedade centralkommittén Ivanov och med ordern att bringa ordning efter NKVD:s "slakt", skickades Gennadij Kuprijanov att efterträda honom. Terrorn fortsatte även med Kuprijanov som partiledare och kulminerade den sommaren. Med straffångar från Vitahavskanalen genomförde Kuprijanov förbättringar av infrastrukturen och förberedde republiken inför ett eventuellt stundande krig. Från hösten 1938 ingick Kuprijanov med NKVD-chefen Stepan Matuzenko och distriktsåklagaren Georgij Michajlovitj i NKVD:s specialtrojka, som dömde etniska minoriteter till döden eller förvisning för kontrarevolutionära brott. På två månader hann trojkan döma 1 708 människor till döden; de flesta av dem var finländare. Familjer till dömda deporterades till Omsk och Archangelsk. Enligt Kuprijanovs egna beräkningar minskade den finländska befolkningen från 20 000 personer 1934 till 4 700 år 1939.
I mars 1940 bildades Karelsk-finska SSR med Otto Ville Kuusinen som ordförande och Kuprijanov som partisekreterare. De båda besökte nyligen erövrade områden, inklusive S:t Johannes, Viborg och Enso (Svetogorsk). Förhållandet mellan Kuusinen och Kuprijanov, som hörde till Zjdanovfalangen i kommunistpartiet, var dock inte det bästa. Finska språket blev åter tillåtet i Karelen efter att ha varit förbjudet sedan 1937. Kuprijanov lärde sig god finska och finskaundervisning påbjöds för hela befolkningen. I media prisade Kuprijanov språket och sade att språket skulle förena de karelska och finländska folken. Språkpolitiken innebar inte, betonade Kuprijanov, en återgång till Gyllings och Rovios förfinskningspolitik, som hade vållat konflikter mellan karelare och finnar. Kuprijanov hävdade i stället att finländska "borgare" i 20 års tid försökt skilja Karelen från Sovjetunionen.
Kuprijanov ansvarade för att hålla Karelen krigsdugligt under vinterkriget och belönades för det med Leninorden. Under andra världskriget tjänstgjorde Kuprijanov som brigadkommissarie, befordrades 1942 till generalmajor och ledde en partisanrörelse i Karelen. För sina insatser för Karelens försvar tilldelades han ånyo Leninorden. Han valdes efter freden till deputerad i Högsta sovjet i Karelsk-finska republiken. Enligt historikern Veikko Erkkilä var det Kuprijanov som under fortsättningskriget gav order om partisanräder mot 32 civila mål i Finland. Byarna som angreps var belägna långt från fronten och bland de omkring 150 dödsoffren fanns många kvinnor och barn.
Karelen var glesbefolkat efter kriget och ekonomin var eftersatt. 1944 försökte Kuprijanov därför deportera omkring 40 000 ingermanlandsfinnar dit, men vann inte gehör för förslaget. 1949 tilläts han dock genomföra deporteringen och 25 000 människor flyttades till industrierna i Petrozavodsk, Kondopoga och andra platser. När Kuprijanov föll i onåd, pekades närvaron av utlänningar vid gränsområdet ut som en säkerhetsrisk och den nye partisekreteraren, Jurij Andropov, förbjöd fortsatt förflyttning av ingermanlandsfinnar dit.

### Onåd och eftermäle
1950 arresterades Kuprijanov i samband med Leningradaffären och dömdes till straffarbete. Han benådades 1956 och återupptogs i partiet året därpå. Han bosatte sig i Leningrad och skrev flera memoarböcker. Förutom Leninorden var Kuprijanov dekorerad med Röda fanans orden, Fosterländska krigets orden och Arbetets Röda Fanas orden. Med anledning av 100-årsdagen av Kuprijanovs födelse, placerades 2005 en minnestavla på väggen till hans bostad i Petrozavodsk. Då erforderligt tillstånd saknades, nedmonterades tavlan 2007.
I en av sina memoarböcker hävdade Kuprijanov att Lavrentij Berija var ansvarig för mordet på Toivo Antikainen, som var ledamot i Högsta sovjets nationalitetsråd för Karelsk-finska SSR. Antikainen omkom officiellt i en flygolycka 1941.

### Raoul Wallenbergs försvinnande
Raoul Wallenberg arresterades i Budapest den 13 januari 1945 av sovjetiska 151 armédivisionen. Kuprijanov, då chef för 7 gardesarmén, beordrade den 14 januari att Wallenberg skulle transporteras till 18 skyttekåren och att han skulle förbjudas kontakt med omvärlden. 1979 uppgav den före detta polske fången Abraham Kalinski att Kuprijanov, när han var fånge på 1950-talet, skulle träffat Wallenberg, som då fortfarande skulle varit vid liv. Kalinski gjorde också påståenden om Kuprijanovs död som visade sig felaktiga. Några bevis för Kalinskis utsaga har inte framkommit, även om han en tid var cellkamrat med Kuprijanov.